# Moraira

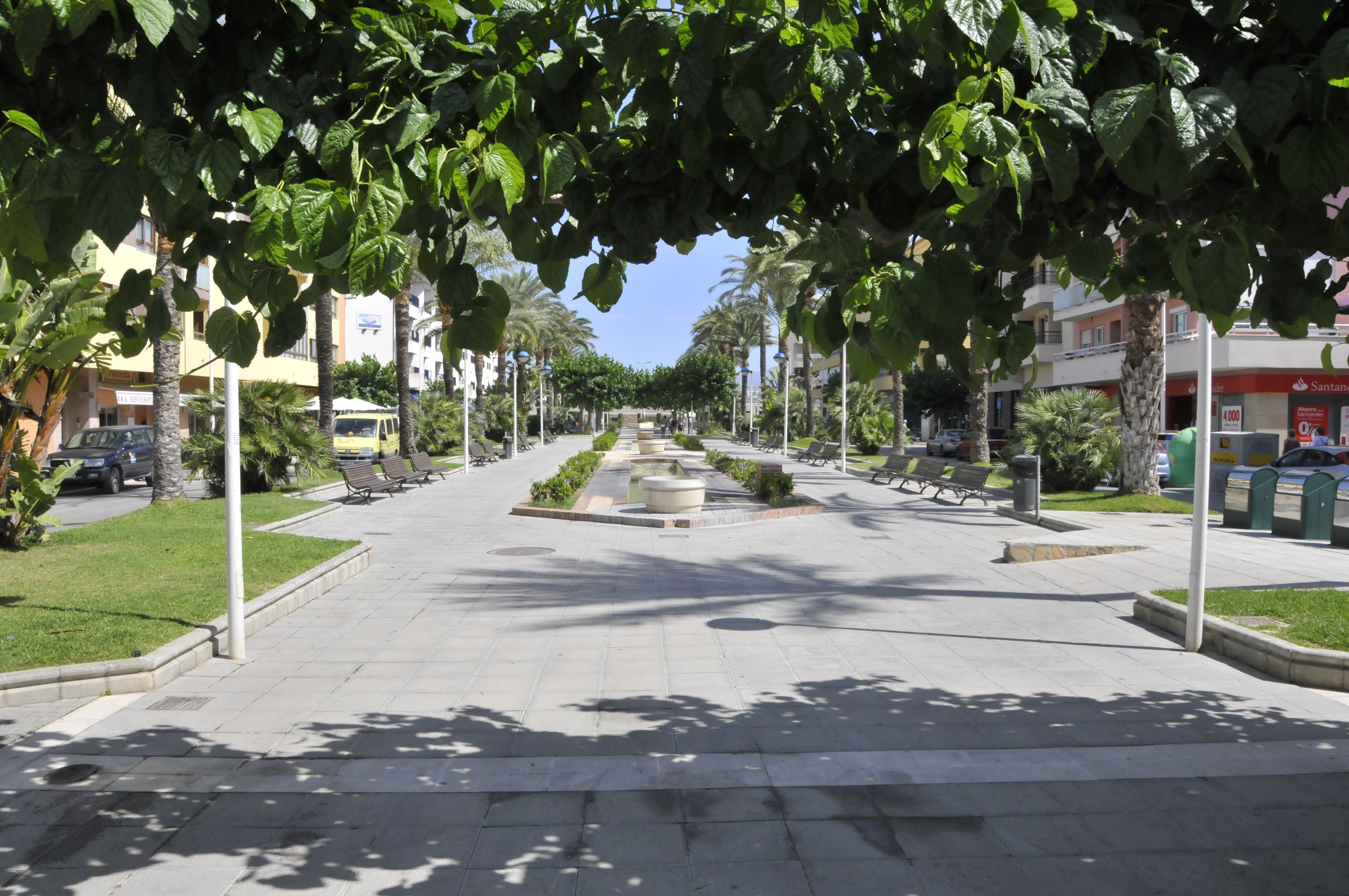
Die parkartig angelegte Avenida de la Paz

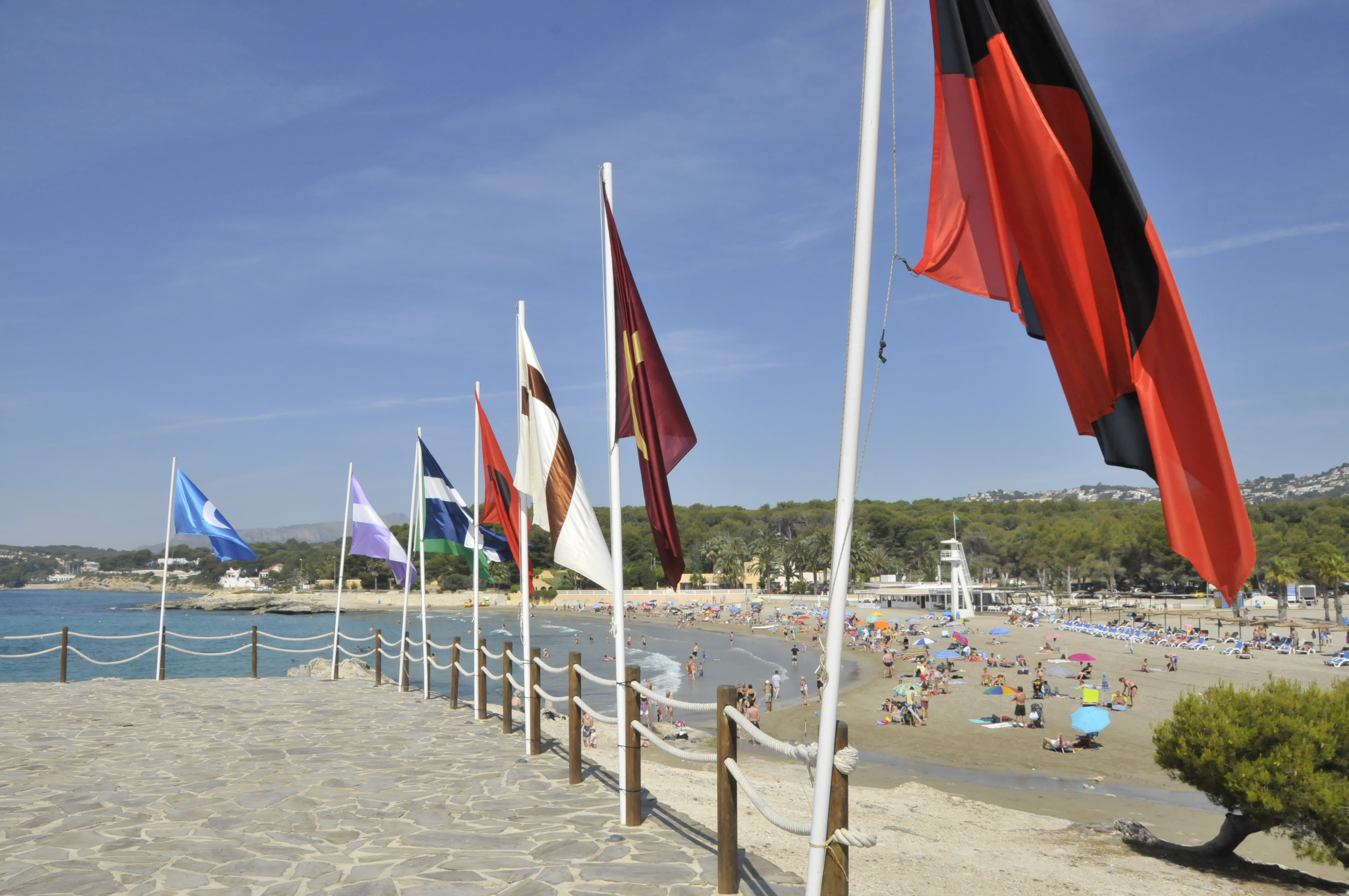
Cala d'Ampolla

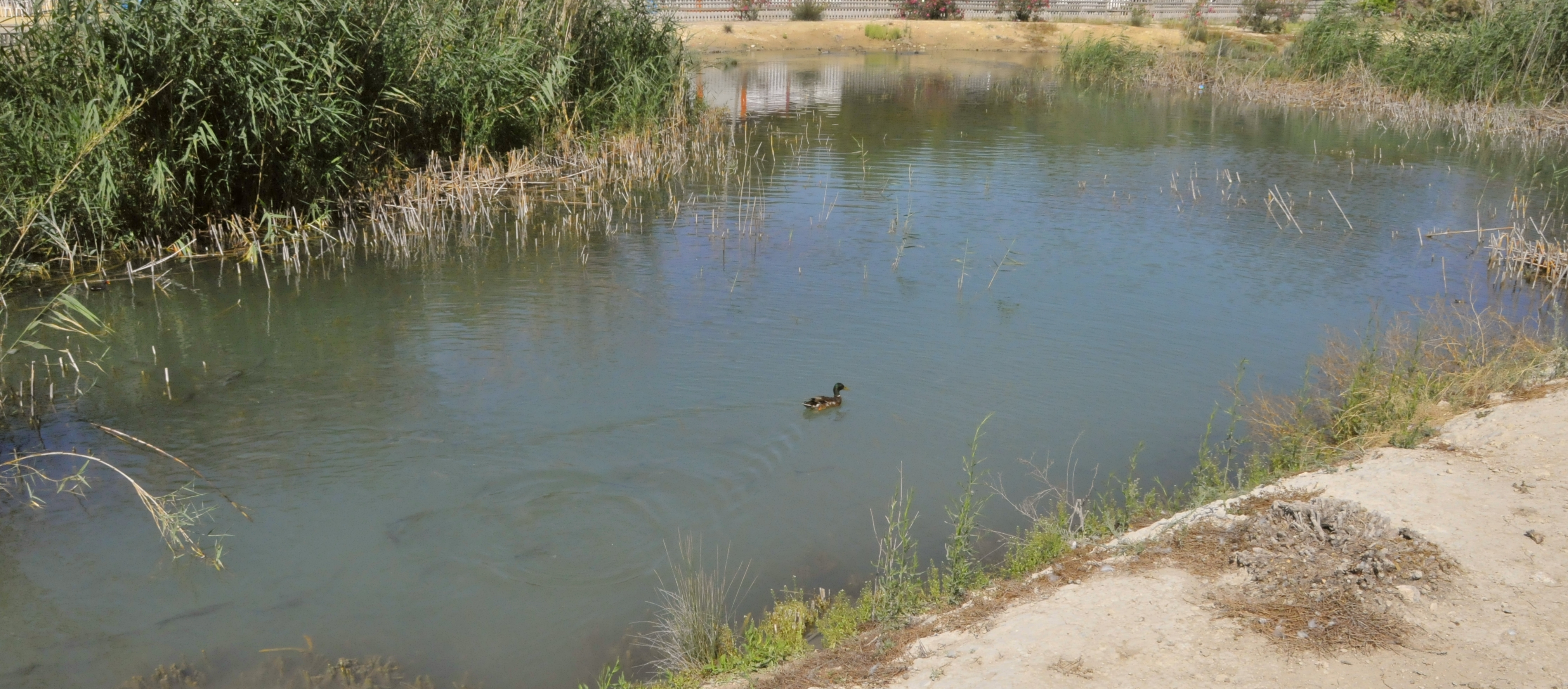
Die Marjal del Senillar

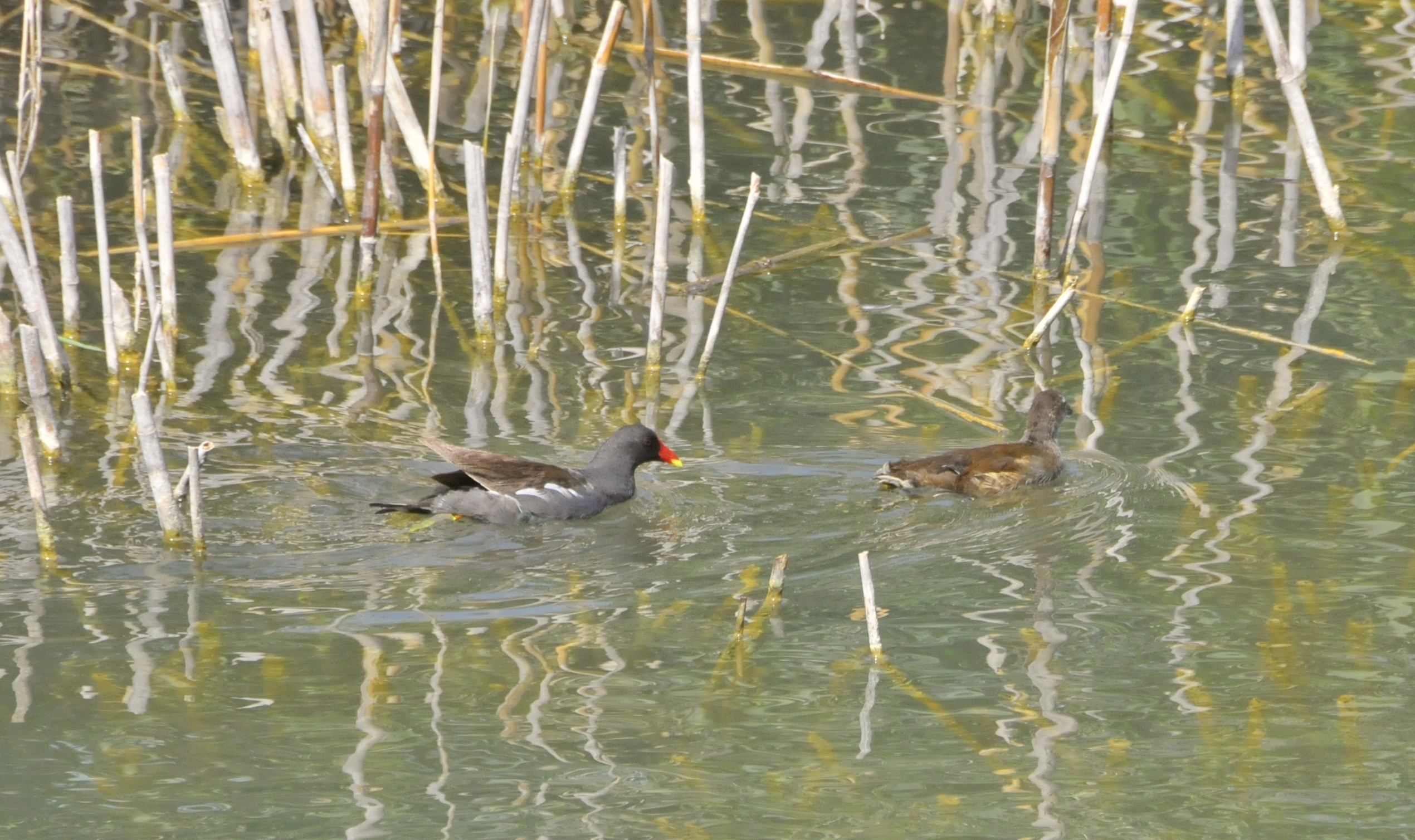
Teichrallen in der Lagune

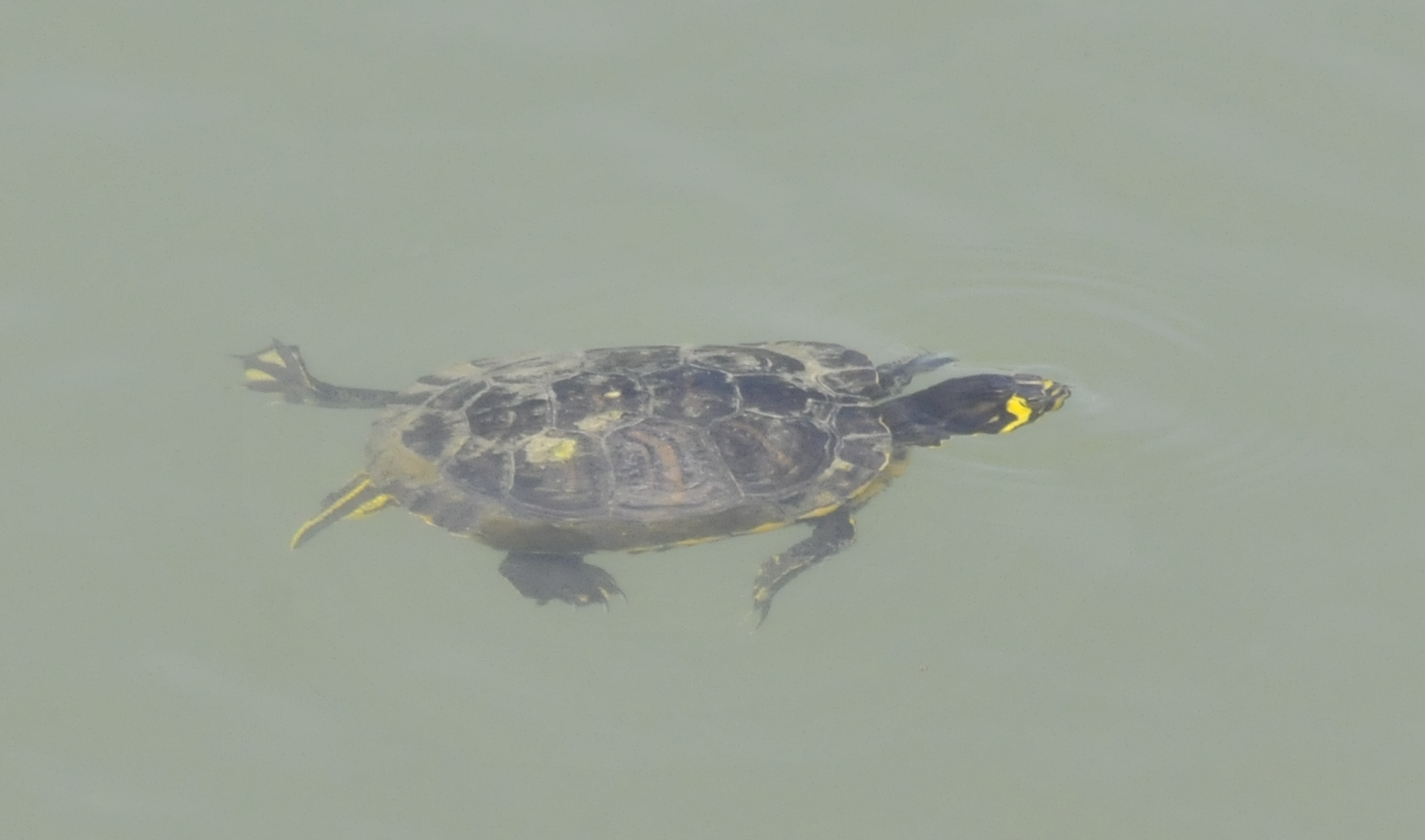
Gelbbauch-Schmuckschildkröte in der Lagune

Moraira ist ein kleiner Fischerort an der Costa Blanca, der vom Tourismus geprägt ist und zu der 4 km landeinwärts gelegenen Gemeinde Teulada, Provinz Alicante gehört.
Villen wohlhabender Residenten aus ganz Europa und Spanien bestimmen das Bild der Umgebung. Man findet auch eine kleine Altstadt. Hotels sind eher selten, und bis auf zwei Apartmenthäuser mit sieben Stockwerken gibt es keine Hochhäuser. Bis auf die Urlaubszeit, in der die Apartments und Villen an Urlauber vermietet werden, ist Moraira ein Ort, der überwiegend von älteren Menschen bewohnt wird.
Das einstige Fischerdorf hat sich in den letzten Jahren in den Sommermonaten zu einem Urlaubsort entwickelt. Die Gemeinde versucht aber, Massentourismus wie in Calpe oder Benidorm zu vermeiden.

## Lage und Klima
Moraira liegt unmittelbar am Meer an der Costa Blanca. Der Ort hat es trotz des Tourismus geschafft, seine Ursprünglichkeit zu erhalten. Eingebettet zwischen Bergen und Meer herrscht hier ein Klima mit einer Jahresmitteltemperatur von 21 Grad Celsius. Gut 300 Sonnentage und die zum kühlen Norden hin schützenden Hügel prägen das Klima.

### Strände
Das Fischerstädtchen Moraira bietet ursprüngliche Naturstrände, wobei sich Felsenbuchten und Sandstrände abwechseln. Der Wachtturm vom Cap d'Or und die Burg am Strand gelten als Wahrzeichen des Ortes. Im Laufe der 1970er Jahre entdeckten vermehrt Urlauber dieses ehemalige Fischerdorf für sich.
Der östliche Küstenabschnitt Morairas wird geprägt durch die geschützte Bucht Platja del Portet (Lage→), deren felsige Ostflanke sich 1 km weit bis zum Cap d'Or  (auch: Punta de Moraira) ins Meer erstreckt, gefolgt von der Cala Portitxol. Unmittelbar im Osten an den Jachthafen angrenzend liegt die kleine Bucht Cala Portitxol (Lage→). Der L'Ampolla-Strand (Lage→) erstreckt sich im Westen der Burg. Hier wird der Strand durch eine palmengesäumte Promenade gegen die Altstadt abgegrenzt. Weiter südwestlich verbindet eine Strandpromenade die beiden Strände Les Platgetes (Lage→). Die beiden letzten Strände des Ortes sind die Cala Andragó (Lage→) und die Cala Cap Blanc (Lage→).

### Die Marjal del Senillar
Das „Feuchtgebiet von Senillar“ liegt unmittelbar hinter dem Strand L'Ampolla und wird durch einen schmalen Abfluss zum Strand entwässert (im Vordergrund des Bildes rechts zu erkennen). Es handelt sich dabei um ein mehrteiliges, längliches Lagunengebiet mit einem Ausmaß von etwa 1 ha inmitten von Moraira. Das Gebiet ist durch die Sandbarriere des Strandes vom Meer abgetrennt. Die Lagune wurde von der Gemeinde im Jahre 2002 rekonstruiert und in ihren Ursprungszustand zurückgebildet. Das sie speisende Wasser entstammt dem ganzjährig hier zu Tage tretenden Grundwasser aus dem hiesigen Becken des Les Sorts-Baches, dessen einer von zwei Abflussrinnen die Lagune bildet. Das Gebiet wurde 2004 zum Naturschutzgebiet erklärt und ist dementsprechend mit einem Schutzzaun versehen. Unter anderem wird das Wasser von der bedrohten Fischart Fartet (Aphanius iberus, Spanienkärpfling, eine Art der Mittelmeerkärpflinge) bevölkert. Der aufmerksame Beobachter entdeckt vielleicht auch „Florida-Schildkröten“: Diese Art, beheimatet im Südosten der USA, stellt eine der gefährlichen „Einwanderer“ dar für die heimischen Schildkrötenarten, die den Arten der Europäischen Sumpfschildkröte, Maurischen Bachschildkröte oder Gelbbauch-Schmuckschildkröten angehören.

## Altstadt
Früher bestimmte der Fischfang das Leben. Die Fischerhütten, die den Menschen früher als Geräteschuppen dienten, wurden nach und nach in schmucke Wohnhäuschen verwandelt. Dass sich die Menschen auch an der Küste von Teulada ansiedelten, lag am Handel. Die Ernten wurden vom Land an die Küste zur Verschiffung gebracht. Da die Menschen ständig zwischen Moraira und Teulada unterwegs waren, entschieden sich einige für das Leben an der Küste und widmeten sich neben ihren „Verschiffungsarbeiten“ dem Fischfang.
Heute fahren die Fischer immer noch hinaus und kommen am Morgen zurück, um ihre frischen Waren auf dem traditionellen Fischmarkt lautstark zu versteigern. Jeden Vormittag können Einheimische und Touristen an den Versteigerungen teilnehmen. Der Handel in der lonja hat sich zu einem der malerischsten Fischmärkte der Costa Blanca entwickelt.

## Feste
Im Moraira werden am zweiten Juniwochenende die Moros y Cristianos gefeiert. Dabei werden die Vergangenheit und die Geschichte dargestellt. Mehrere filas (Reihen) als Mauren und Christen verkleideter Teilnehmer ziehen in prachtvollen Gewändern durch die Stadt und liefern sich Kämpfe bei der alten Burg. Das feucht-fröhliche Fest wird mit einem Abschlussfeuerwerk gekrönt.
Bei seinen Fiestas patronales ab dem 15. Juli ehrt Moraira seine Schutzheilige, die Heilige Jungfrau der Hilflosen und Virgen Carmen. Fiestas patronales werden im Sommer in jeder Stadt an der Küste gefeiert.

## Gastronomie
In Moraira gibt es ein reichhaltiges gastronomisches Angebot.
Paella oder schwarzer Reis mit Tintenfischtinte, Arroz del señoret (Paella nach Herrenart ohne Fischgräten, Schalen und Knochen) oder ein Arroz a banda (Reisgericht mit Fischsud zubereitet) sind  traditionelle Reisgerichte der Marina Alta.
Die Küche Teulada-Morairas bezieht ihre Rohstoffe gleichermaßen aus dem Meer, dem Gebirge und den umliegenden Feldern. Außer den Reisgerichten werden eine Vielzahl von Fischgerichten und Meeresfrüchten, Fleisch und Wild aus einheimischer Produktion angeboten.
Es gibt mehr als hundert nationale und internationale Restaurants, angefangen bei den typischen Tapas-Bars bis hin zu internationalen Spitzenrestaurants.

## Yachtclub Moraira
Der Yachtclub hat 620 Anlegeplätze. Jahr für Jahr erhält er die Blaue Flagge der EU.
Er beinhaltet einen Gesellschaftverein, der mit Restaurants und Geschäften ausgestattet ist. Ebenfalls werden im Sommer Segelkurse sowie Wettbewerbe veranstaltet. Die Bezirksmeisterschaften für Hochsee-Yachten werden zu Ostern veranstaltet, die Hoch-Regatta „Moraira Santa Eulalia“ findet Ende September statt.

## Tourismus
Die Stadt Teulada-Moraira ist größtenteils frei vom Tourismus geblieben, speziell der Stadtteil Teulada. Der Stadtteil Moraira hingegen ist in den letzten Jahrzehnten immer populärer geworden. Mittlerweile gibt es bereits einige urbanizaciones (deutsch: Urbanisationen; Gebiete die nur aus Villen, Ferienhäusern oder Gewerbe bestehen) in Moraira. Ferienhaussiedlungen sind in den Bergen – teils mit Meerblick – entstanden. Viele Leute in Moraira, darunter auch deutsche Emigranten, verdienen hier ihr Geld. Auch die Gastronomie ist von größerer Bedeutung, Hotels dagegen gibt es weniger in Moraira.